# 布雷頓角地區
布雷頓角地區（英語：Cape Breton Regional Municipality，通常簡稱為CBRM）是加拿大新斯科舍省的第二大市，也是布雷頓角島的經濟中心，人口93,694（2021年）。
該地區是政府服務、社會企業和私人公司的集中地，包括加拿大海岸警衛隊學院、布雷頓角大學、新斯科舍社區學院馬可尼校區和新黎明企業。當地持續發展農業、漁業、採礦業和林業等資源產業。它亦擁有許多文化地標和節慶祭典，例如歷史悠久的薩沃伊劇院、凱爾特色彩國際節、布雷頓角工藝中心、高地藝術劇院和聖天使藝術文化中心。

## 外部連結

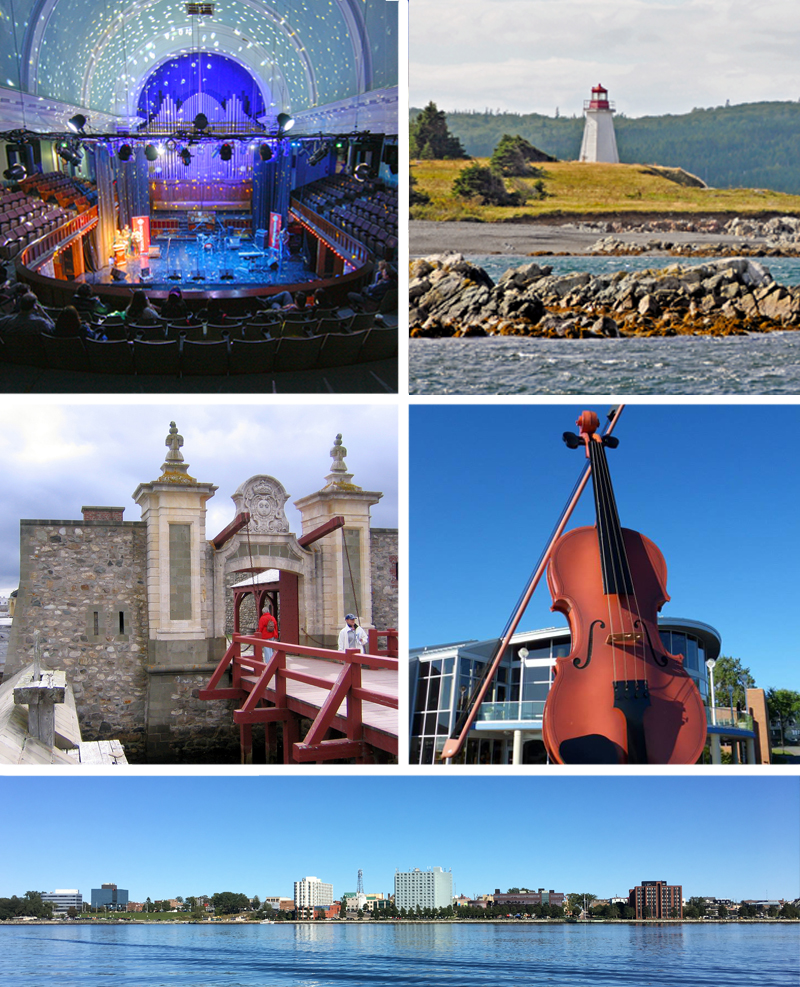

- Cape Breton Regional Municipality – Official Website （页面存档备份，存于）